# Divino Espirito Popular
Divino Espirito Popular es una película del año 2006.

## Sinopsis
Muestra la cultura popular de una región a través de la Fiesta del Divino Espíritu Santo de Mogi de las Cruces - una tradición ancestral que sufre la influencia de las manifestaciones afro-brasileñas entre ellas, los grupos de Congada, Mozambique y Marujada, y se considera como una de las más antiguas fiestas tradicionales de Brasil, con más de 300 años.